# Joe Johnson (giocatore di football americano)
Joseph Pernell Johnson (Washington, 21 settembre 1962) è un ex giocatore di football americano statunitense che ha giocato nel ruolo di wide receiver nella National Football League (NFL). Al college giocò a football all'Università di Notre Dame.

## Carriera professionistica
Dopo non essere stato scelto nel Draft NFL 1989, Johnson firmò coi Washington Redskins, con cui disputò tre stagioni e nel 1991 vinse il Super Bowl XXVI battendo i Buffalo Bills. L'ultima stagione della carriera la passò l'anno successivo coi Minnesota Vikings.

## Vittorie e premi

### Franchigia
- Super Bowl : 1

Washington Redskins: XXVI
- National Football Conference Championship: 1

Washington Redskins: 1991

## Statistiche
| Partite totali | 47  |
| Yard ricevute  | 247 |
| Touchdown      | 1   |